# Homilia malia
Homilia malia är en nattsländeart som beskrevs av Martin E. Mosely 1936.
Homilia malia ingår i släktet Homilia och familjen långhornssländor. Inga underarter finns listade i Catalogue of Life.